# Thor Axelsson
Thor Axelsson (n. 3 iulie 1921, Helsingfors, Finlanda – d. 2 august 2012, Inkoo, Finlanda) a fost un caiacist ce a reprezentat Finlanda, medaliat olimpic. A participat la o ediție a Jocurilor Olimpice (1948) în care a câștigat o medalie de bronz.

## Participări
Lista de mai jos prezintă principalele competiții la care a participat Thor Axelsson de-a lungul carierei.
- canoeing at the 1948 Summer Olympics – men's K-2 1000 metres[*]